# Květoslav Bubeník
Květoslav Bubeník (29. května 1922, Kostelec na Hané – 19. července 1993, Praha), byl český scénograf Národního divadla, jevištní výtvarník, grafik, ilustrátor, výtvarný architekt a pedagog.

## Životopis
Své dětství prožil v rodném Kostelci na Hané. Byl dobrý kreslíř, proto již v roce 1943 – ještě za války, spolupracoval s amatérskou divadelní skupinou Palcát ve Dvoře Králové. V roce 1949 nastoupil již jako profesionální výtvarník do Divadla státního filmu Praha, kde byl v letech 1950 až 1952 šéfem výpravy. V roce 1952 přešel do Národního divadla, kde zastával nejprve funkci jevištního výtvarníka a asistenta šéfa výpravy, později byl pověřen vedením malíren. Byl fascinován působením barev a světel. Jeho práce byla v roce 1979 oceněna titulem – Zasloužilý umělec. Dlouholetý jevištní a kostýmní výtvarník Květoslav Bubeník zemřel v Praze dne 19. července 1993.

### Vzdělání a studia
Pro své kreslířské nadání v roce 1939 nastoupil ke studiu na Školu umění ve Zlíně, kterou absolvoval v roce 1943. Byl totálně nasazen do válečného průmyslu. Po roce 1945 když skončila válka zahájil studium u Karla Svolinského a Antonína Strnadela na Vysoké škole uměleckoprůmyslové, které ukončil absolutoriem v roce 1948. Jako žák Vincence Makovského, Karla Hofmana a zejména prof. Jana Kaplického uplatnil své nadání v kresbě, grafice i uměleckém řemesle.

### Odborný rozvoj a praxe
Věnoval se monumentální malbě, i knižní grafice. Pracoval s keramikou i se sklem. Jevištní návrhy vytvářel tradičními scénografickými prostředky. Využíval zkušeností z dlouholeté praxe. Nejčastěji spolupracoval s Josefem Svobodou, šéfem výpravy, převážně při klasických inscenacích. Zejména pracoval na instalacích českých oper, nebo českého činoherního repertoáru. Patřil k úspěšným československým scénografům, kteří se prosadili i v mezinárodní konfrontaci. Pracoval a navrhoval výpravy v Itálii, Řecku, Německu aj.
Za scénografii na Pražském Quadriennale 1975 získal stříbrnou medaili. Mimo divadelní tvorbu zpracovával návrhy pro film i televizi. Pracoval také jako malíř a grafik. Od roku 1952 vytvořil řadu realizací a scénických návrhů, včetně návrhů kostýmů. Vyučoval kresbu a malbu na Divadelní fakultě Akademie múzických umění v Praze, obor scénografie pro loutková divadla.

### Ocenění
- Vystavoval na Pražském Quadriennale 1967, 1971, 1975 (stříbrná medaile za scénografii)
- Zasloužilý umělec (1979).
- Stříbrná medaile – SCÉNOGRAFIE – Květoslav Bubeník

### Vyznamenání
- 1968  Vyznamenání Za vynikající práci
- 1968  Státní cena Klementa Gottwalda
- 1975 zasloužilý umělec

### Realizované inscenace a návrhy kostýmů na půdě Národního divadla v Praze
Na půdě Národního divadla v Praze vytvořil více než 100 scénických řešení. Kromě návrhů scény zpracovával mnohdy pro divadelní představení i návrhy kostýmů. Často spolupracoval s významným českým scénografem arch. Josefem Svobodou a dalšími umělci.

### Výstavy
Zúčastnil se různých výstav, prezentací i hudebních produkcí, svá scénografická řešení a kreativitu prokazoval například při řešení výstavní expozice skla a bižuterie. Prostor výstavního pavilonu v Jablonci nad Nisou byl interiér architektonicky rozčleněn do scén, jejichž motivy vycházely z pohádek celého světa. Se skupinou významných výtvarníků řešil scénu O labutích. Spolu s Jaroslavem Vožniakem, Vincencem Vinglerem, Theodorem Pištěkem, Bedřichem Dlouhým, Oldřichem Šimáčkem, Josefem Flejšarem a Evou Švankmajerovou vytvořili jedinečný pohádkový prostor pro prezentaci jabloneckého bižuterního průmyslu i individuální volnou uměleckou tvorbu československých výtvarníků. Později byla výstava reinstalována v Petrohradě a částečně v kanadském Montréalu s velkým úspěchem.